# アンのクリスマス
『アンのクリスマス』はカナダの作家L・M・モンゴメリの短編をリア・ウィルムスハーストが編纂して1995年に出版した Christmas with Anne and Other Holiday Stories の邦訳タイトル。

## 出版の経緯
リア・ウィルムスハースト(Rea Wilmshurst)は20世紀の初め頃に雑誌に発表されて以来、読者の目にふれないままになっていたモンゴメリ作品の目録を整備した。本書はそのなかからクリスマスと新年にちなんだ作品を選んで編纂された物で、元々は雑誌のクリスマス号や新年号向けに書かれた小作品である。
それ以外に『赤毛のアン』と『アンの幸福』からもクリスマスにちなんだ話が加えられている。

## 短編作品リスト
赤毛のアンのクリスマス
『赤毛のアン』の25章の話を再録した物。アンを喜ばせようとマシューが流行の服を買いに行く話。
レッド・ビュートのクリスマス
シオドーラは叔母の家で暮らしていたが叔父が亡くなってから生活が苦しく、我が家にはクリスマスは来ないのではと思い悩む。
仲直り
クリスマスにノーマン叔父さんの家に向かうと駅に叔母からの手紙が届いており、妹が事故に遭ったので留守にするが家でくつろいで欲しいとの事だった。そこで三姉妹は駅長に教わった家に向かう事になった。
シリラおばさんのバスケット
シリラおばさんは大きなバスケットに田舎風の食べ物を詰めて甥夫婦の家を訪ねるのがルーシーには恥ずかしい。しかしクリスマスに汽車に乗ると雪がどんどん降りはじめる。
＜もみの木荘＞のクリスマス
オズボーン家の子供達は恵まれているのでクリスマスも別段楽しくはないと知ったマイラは、真に楽しいクリスマスにするために、ほかの人にいいクリスマスをあげるのはどうかと提案する。
ミス・エイヴィス
ナニーはみなしごで炉辺荘（ブライス家ではない）のお手伝いをしている。クリスマスに一家が集まり楽しそうにしているのを見て優しかったミス・エイヴィスの事を皆が忘れていると思い、リースを持って家を抜け出し墓に向かう。
クロリンダの贈りもの
クロリンダは夏に病気をして一文なしになり何も贈れない事を悲しんだ。エミーおばさんは、お金で買うよりももっと優れた贈り物がある事を教える。
キャサリンとアンのクリスマス
『アンの幸福』の2年目の4～6章の話を再録した物。アンはキャサリンをクリスマスの休暇にグリーン・ゲイブルズに招く。
ぼんやり先生のおかげで
グラント家は父さんが亡くなって生活が苦しくクリスマスに子供達に何も買ってやれない。するとぼんやり者で有名な先生が絶交中の従姉からの招待を伝えに来た。
エンダーリー・ロードのサンタクロース
エンダーリー・ロード村とブラックバーン・ヒル村の住民は昔から仲が悪かった。少年達は学校帰りに寄り道して迷い、通りかかった女の子に声をかけると泣いていた。立たされたことを恨んだ少年が教室の飾り付けをさせないという。
スティーヴンとアレクシーナ
ファルソム兄妹は父が亡くなって無一文になり、将来の夢は諦めて働き口を見つけ離れて暮らす事になった。クリスマスを祝う余裕はなかったがジェームズ伯父が会いたいと手紙をよこす。
クリスマスの思いつき
それぞれ事情で故郷に帰れない仲良し五人は部屋に集まりクリスマスを楽しんでいたが、同じ下宿屋に住むミス・アレンが誰からも手紙や小包を受け取っていない事に気づき励まそうと計画する。
ジョーゼフ一家のクリスマス
ジョーゼフ家は貧しかったが八人の子供達は工夫して互いの贈り物を準備していた。そこに吹雪で立ち往生した豪商のロールストン夫妻が泊めて欲しいと申し出た。
リチャードおじさんと元旦のディナー
リチャード伯父は父と喧嘩して以来プリシーとも口をきいてくれないが、元日も商用で出かける伯父をびっくりさせようと台所に入り料理を始めた。
アイダのニューイヤー・ケーキ
アイダは母が送ってくれたフルーツケーキで新年を祝おうと下宿先の友人達を誘うがケーキは届かない。運送屋に行くと同姓同名の女の子に誤配されたらしいと判り帰りがけに寄る事にした。
バーティの新年
バーティは叔母の元に身を寄せていたが体の弱い従弟が橇すべりに行きたがっているので手袋を貸してやる。フォーブス医師の娘たちはバーティが寒さの中で手袋も無しに配達に来たのを見て部屋で暖まるように言う。

## 英文の原書
- 国内で洋書として入手可能。Christmas with Anne で検索すれば良い。
- 著作権が有効なのでオンラインで読む事はできない。

## 日本語訳
- (1996年)　『アンのクリスマス』　片岡しのぶ訳　暮しの手帖社　ISBN 978-4766000580